# My One and Only
My One and Only (br: Tudo por Você / pt: À Procura do Homem Ideal) é um filme de comédia dramática de 2009 dirigido por Richard Loncraine e estrelado por Renée Zellweger e Logan Lerman. O enredo é vagamente baseado em uma história sobre os primeiros anos de vida de George Hamilton.

## Elenco
- Renée Zellweger (Anne Deveraux)
- Logan Lerman (George Devereaux)
- Kevin Bacon (Dan Devereaux)
- Troy Garity (Becker)
- David Koechner (Bill Massey)
- J.C. MacKenzie (Tom)
- Eric McCormack (Charlie)

## Lançamento
O filme foi lançado em 21 de agosto de 2009, em Nova Iorque e Los Angeles. Em 4 de setembro de 2009, o lançamento foi expandido para todo os Estados Unidos. O filme também foi lançado na Holanda em 10 de setembro de 2009. 

## Recepção
No site agregador de críticas Rotten Tomatoes, 68% das 72 resenhas dos críticos são positivas. O consenso diz: "Um filme de estrada alegre com personagens glamourosos e familiares, (...) é um olhar no período colorido do início da vida do ator George Hamilton"..